# Orchid, der Gangsterbruder
Orchid, der Gangsterbruder ist eine US-amerikanische Kriminalkomödie aus dem Jahre 1940 von Lloyd Bacon nach einer Erzählung von Richard Connell. Der Film wurde am 7. Juni 1940 uraufgeführt. In Deutschland wurde er im deutschen Fernsehen am 29. Januar 1982 im ZDF erstmals ausgestrahlt.

## Handlung
Gangsterboss John Sarto zieht sich aus dem Geschäft zurück, verlässt seine Freundin Flo Addams und bereist die Welt. Doch nach fünf Jahren kehrt er wieder in sein altes Revier zurück, um seine alte Gang wieder zu leiten. Doch die Gang wird nun von Jack Buck geführt. Zudem hat Flo ihre eigenen Geschäfte mit dem texanischen Rancher Clarence Fletcher laufen. Bald hat Sarto eine neue Gang aufgebaut und drängt mit Kraft in sein altes Revier vor. Bucks Männer verüben einen Anschlag auf Sarto, den er schwer verletzt überlebt. Er kann in ein Kloster flüchten, wo er nicht nur gesundgepflegt wird, sondern auch unter dem Einfluss der Mönche seine Weltanschauung ändert.
Sarto wird inne, dass Flo und Clarence heiraten wollen. Zudem erfährt er, dass das Kloster in Geldnöten ist, da Buck nicht erlaubt, dass die Mönche ihre angepflanzten Blumen auf dem Markt verkaufen. Sarto verlässt nun als Bruder Orchid das Kloster und stoppt die Hochzeit. Mit der Hilfe von Clarence erreicht er, dass die Mönche ihre Blumen verkaufen können. Sarto entscheidet sich, sein Leben dem Kloster zu widmen und verlässt Flo, die nun Clarence heiraten kann.

## Kritiken
Das Lexikon des internationalen Films über den Film: „Nach ‚Little Caesar‘ 1930 und ‚Little Giant‘ 1933 endet hier die Karriere Edward G. Robinsons als Gangsterkönig in einer ironisch-witzigen Hommage. Die treffenden Sentenzen, mit denen Klischees des Gangsterfilms der 30er Jahre zitiert und karikiert werden, machen den Film zu einem vergnüglichen Abgesang auf das Genre.“
Für die Zeitschrift Cinema ist der Film ein „toller Evergreen.“
Bosley Crowther von der New York Times bezeichnet den Film als „exzellente Farce.“
Der TimeOut Filmguide lobt den Film als „erfreuliche und unvorhersehbare Starkomödie.“

## Vermischtes
- Bogart und Robinson machten zusammen fünf Filme. Dieser ist der einzige Film, in dem keiner der beiden stirbt.
- Robinson, der durch seine Gangsterrollen zum Star wurde, wollte sein Repertoire erweitern und befürchtete, die Rolle des Sarto, die eigentlich für James Cagney vorgesehen gewesen war, würde ihn nicht weiterbringen. Erst als Warner Bros. ihn auch als Kapitän Larsen in der Verfilmung von Der Seewolf besetzte, sagte Robinson zu.[5]
- Zum Filmstab gehörten Spezialeffekt-Designer Byron Haskin, der musikalische Direktor Leo F. Forbstein, Orchesterleiter Ray Heindorf und Don Siegel, der in der Schnittmontage arbeitete.